# Tô Văn Huệ
Tô Văn Huệ là Trung tướng Công an nhân dân Việt Nam. Nguyên Bí thư Đảng ủy, Cục trưởng Cục Cảnh sát quản lý hành chính về trật tự xã hội, Bộ Công an Việt Nam, nguyên Bí thư Đảng ủy, Cục trưởng Cục Hồ sơ nghiệp vụ, Bộ Công an.

## Tiểu sử
Tô Văn Huệ là đảng viên Đảng Cộng sản Việt Nam.
Từ tháng 4 năm 2013 đến tháng 6 năm 2014, Tô Văn Huệ là Đại tá Công an nhân dân Việt Nam, Phó Cục trưởng Cục Cảnh sát quản lý hành chính về trật tự xã hội, Bộ Công an Việt Nam.
Tháng 1 năm 2015, Tô Văn Huệ là Đại tá, Cục trưởng Cục Cảnh sát quản lý hành chính về trật tự xã hội, Bộ Công an Việt Nam.
Ngày 17 tháng 12 năm 2015, Thiếu tướng Tô Văn Huệ nhận quyết định điều động của Bộ trưởng Bộ Công an Việt Nam thôi giữ chức vụ Cục trưởng Cục Cảnh sát quản lý hành chính về trật tự xã hội đến nhận công tác và giữ chức vụ Cục trưởng Cục Hồ sơ nghiệp vụ Cảnh sát.
Tháng 3 năm 2017, Tô Văn Huệ là Thiếu tướng, Bí thư Đảng ủy, Cục trưởng Cục Hồ sơ nghiệp vụ cảnh sát (Cục C53), Bộ Công an.
Ngày 8 tháng 4 năm 2019, Thiếu tướng Tô Văn Huệ, Phó Cục trưởng Cục Hồ sơ nghiệp vụ, Bộ Công an Việt Nam được trao quyết định của Bộ trưởng Bộ Công an Việt Nam Tô Lâm bổ nhiệm giữ chức vụ Cục trưởng Cục Hồ sơ nghiệp vụ, Bộ Công an Việt Nam. 
Ngày 2 tháng 6 năm 2020, ông được bổ nhiệm giữ chức Bí thư Đảng ủy, Cục trưởng Cục Cảnh sát quản lý hành chính về trật tự xã hội, Bộ Công an thay Thiếu tướng Vũ Xuân Dung nghỉ công tác chờ hưởng chế độ hưu trí. Thay ông đảm nhiệm chức vụ Cục trưởng Cục Hồ sơ nghiệp vụ, Bộ Công an là nữ thiếu tướng Ngô Thị Hoàng Yến.
Ngày 5 tháng 9 năm 2022, ông nghỉ công tác, chờ hưởng chế độ hưu trí. Thay ông đảm nhiệm chức vụ Cục trưởng Cục Cảnh sát QLHC về TTXH, Bộ Công an là Đại tá Nguyễn Quốc Hùng - Giám đốc Công an tỉnh Hà Nam.